# Dubenec (ort i Tjeckien, Mellersta Böhmen)
Dubenec är en ort i Tjeckien.   Den ligger i regionen Mellersta Böhmen, i den centrala delen av landet, 50 km sydväst om huvudstaden Prag. Dubenec ligger 463 meter över havet och antalet invånare är 268.
Terrängen runt Dubenec är platt åt sydost, men åt nordväst är den kuperad. Runt Dubenec är det ganska glesbefolkat, med 32 invånare per kvadratkilometer. Närmaste större samhälle är Příbram, 5,0 km väster om Dubenec. I omgivningarna runt Dubenec växer i huvudsak blandskog.